# صورة وواقع الصراع الإسرائيلي الفلسطيني (كتاب)

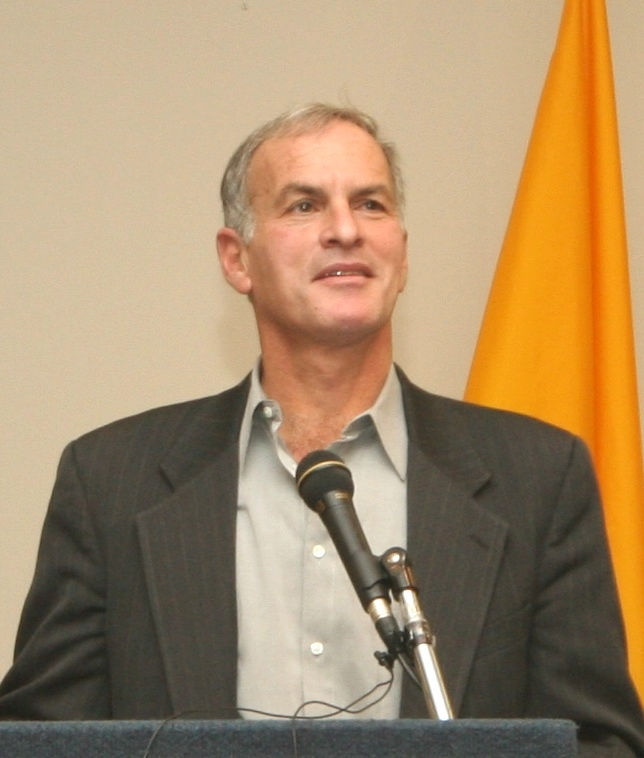
نورمان فينكلشتاين مؤلف كتاب ما وراء الوقاحة: حول إساءة استخدام معاداة السامية وإساءة استخدام التاريخ

صورة وواقع الصراع الإسرائيلي الفلسطيني هو كتاب صدر عام 1995 عن الصراع الإسرائيلي الفلسطيني بقلم نورمان فينكلشتاين. يفحص فينكلشتاين ويدقّق الإصدارات التاريخية الشعبية للصراع من قبل مؤلفين مثل جوان بيترز وبيني موريس وأنيتا شابيرا وأبا إيبان. يعتمد النص على عمل فينكلشتاين للدكتوراه في العلوم السياسية. تقدم النسخة المنقحة لعام 2003 ملحقًا إضافيًا مخصصًا لانتقاد كتاب مايكل أورين الأكثر مبيعًا في عام 2002، ستة أيام من الحرب: يونيو 1967 وصناعة الشرق الأوسط الحديث.
يكتب فينكلشتاين، الذي يتوسع في أطروحته للدكتوراه، أن التقليد التاريخي الصهيوني الحديث مبني على سلسلة من التحيزات المنهجية المشحونة أيديولوجيًا، والتي تواجه جميعها مشاكل كبيرة عند قياسها بالسجل الفعلي من وجهة نظره. على سبيل المثال، يشير بشكل خاص إلى الهجرة الجماعية للفلسطينيين قبل الاستقلال الإسرائيلي والأسباب المزعومة. ينسب فنكلشتاين الفضل في العدوان العسكري الصهيوني على القرى الفلسطينية ويدعو إلى نقل السكان باعتباره طرد اللاجئين الفلسطينيين من أراضيهم، بدلاً من حدوث نزوح طوعي ممزوج بأوامر بالمغادرة من القادة العرب وعوامل أخرى كما كتب المؤرخون الإسرائيليون. إنه يخوض في التفاصيل في قضايا مثل استغلال إسرائيل لحقوق المياه.
تلقى كتابه الثناء من المؤلفين الذين ينتقدون إسرائيل، وويليام ب. كوانت. ظهرت المراجعات الداعمة في منشورات مثل فورين أفيرز، والغارديان ولندن ريفيو أوف بوكس.